# Crestawaldbrücke
Die Crestawaldbrücke führt die zweispurige Autostrasse A13 bei Sufers im Kanton Graubünden in der Schweiz über den Hinterrhein. Sie steht rund 200 m unterhalb der Staumauer des Sufnersees in rund 50 m Höhe über dem Fluss und über der rund 60 m flussabwärts stehenden gedeckten Alten Crestawaldbrücke.

## Geschichte
Die zwischen 1958 und 1959 erbaute Crestawaldbrücke war eines der vielen Bauwerke, die im Zusammenhang mit der Realisierung der Kraftwerke Hinterrhein erforderlich wurden. Sie war die erste der zahlreichen von Christian Menn geplanten Brücken. Sie ist eine 124 lange und 9,4 m breite Stahlbeton-Bogenbrücke mit einem 71,5 m weiten Bogen und einer auf Pfeilerscheiben aufgeständerter Fahrbahn, die ein starkes Gefälle aufweist. Ihr leicht sichelförmiger Zweigelenkbogen hat eine Pfeilhöhe von 14,25 m. Christian Menn hatte allerdings später eine kritische Sicht auf sein Frühwerk. Er hielt den Zweigelenkbogen nicht für geeignet für diese Art von Brücken; die nur 1,8 m seitlich über den Bogen auskragende Fahrbahnplatte schütze das Bauwerk zu wenig vor dem salzhaltigen Schmelzwasser beim Schneeräumen. Allerdings wurde Tausalz auf der Strasse erst in den 1960er Jahren eingeführt.
2019 war die Korrosion so weit fortgeschritten, dass man sich zu einer Totalsanierung entschloss. Dazu wurde neben der Brücke eine Hilfsbrücke errichtet. Die Crestawaldbrücke soll bis auf den Bogen zurückgebaut und danach neu aufgebaut werden. Die Arbeiten sollen 2023 abgeschlossen sein.